# Valdivia
Valdivia (phát âm tiếng Tây Ban Nha: [balˈdiβja]) là một thành phố và comuna ở miền nam Chile, do municipio Valdivia quản lý. Thành phố mang tên người sáng lập Pedro de Valdivia, tọa lạc nơi hợp lưu ba dòng Calle-Calle, Valdivia, Cau-Cau, cách hai thị trấn ven biển Corral và Niebla 15 km (9 mi) về phía đông. Từ tháng 10 năm 2007, Valdivia là thủ phủ vùng Los Ríos kiêm tỉnh lỵ tỉnh Valdivia. Thống kê 2002 ghi nhận rằng comuna Valdivia có 140.559 dân (Valdivianos), trong đó 127.750 sống trong nội thành. Hoạt động kinh tế chính ở Valdivia là du lịch, sản xuất bột giấy, lâm nghiệp, luyện kim và làm bia. Thành phố còn là nơi đặt Universidad Austral de Chile (thành lập năm 1954) và Centro de Estudios Científicos.
Thành phố Valdivia và quần đảo Chiloé một thời là nơi biên cương viễn nam đế quốc Tây Ban Nha. Từ năm 1645 đến 1740, thành phố nằm dưới sự quản lý của phó vương quốc Peru, nhờ đó hệ thống pháo đài Valdivia được xây nên. Nửa sau thế kỷ XIX, Valdivia trở thành nơi cập bến cho dân nhập cư gốc Đức. Hiện nay, một bộ phận lớn dân cư thành phố là người Chile gốc Đức.
Năm 1960, Valdivia nhận thiệt hại nặng nề do động đất lớn Chile, trận động đất mạnh nhất từng ghi nhận, đạt 9,5 độ Richter.